# Reserva d'ocells de Kalametiya
La Reserva d'ocells de Kalametiya està situada a 1 km de Ranna, a la carretera Ranna-Kalamatiya i aproximadament equidistant entre Tangalle i Hambantota. Va ser declarada reserva de vida salvatge l'any 1938 (amb una extensió de 2.500 hectàrees), però aquesta declaració va ser derogada el 1946 a causa de l'oposició dels residents locals. Una àrea considerablement reduïda va ser novament declarada reserva el 1984.
La reserva protegeix actualment al voltant de 10 km², que inclouen les llacunes de Lunama i Kalamatiya, les salines de Karukalli i les zones pantanoses circumdants. També conté manglars i altres zones humides que s'estenen terra endins a uns 4 km a l'est de la platja de Kahandamodara. A la reserva s'han registrat unes 150 espècies d'ocells, al voltant d'un terç de les quals són migrants que es congreguen a la zona entre novembre i març. Entre els ocells més comuns hi ha l'endèmic gallus de Sri Lanka, el paó blau, el becplaner comú, el martinet, el rasclet de jungla, la jacana cua de faisà, la polla crestada i diversos blauets, corbs marins i garses. Les especialitats dels migrants inclouen el capó reial, el martinet dels esculls, l'alció encaputxat, el xarrasclet, l'ànec cuallarg, el tètol cuanegre i diversos altres limícoles. També s'han registrat 20 espècies de mamífers, entre les quals micos langur i diversos tipus de mangostes, 38 de rèptils i 41 de peixos d'aigua dolça en total.